# 茶通
茶通（ちゃつう、楪津宇）は、和菓子の一種。砂糖、卵白、小麦粉に挽茶等を加え練り混ぜたものを生地とし、餡を包んで平鍋（鉄板）で焼いて作る焼き菓子である。表裏面に茶の葉を2，3枚またはゴマをつけ、焼く際に鉄板に押し付けながら方形に形を整える（円盤型もある）。焼き上がりは角や側面に抹茶の緑色が薄く残る。餡にゴマを入れることもある。
茶菓子を盛るための高台付の皿に「楪子」(ちゃつう）と呼ばれるものがあり、菓名の「茶通」はもともとこの皿に盛る菓子の意であったと考えられる。